# Корран
Корра́н (фр. Correns) — коммуна на юго-востоке Франции в регионе Прованс — Альпы — Лазурный берег, департамент Вар, округ Бриньоль, кантон Бриньоль.
Площадь коммуны — 37,06 км², население — 793 человека (2006) с тенденцией к росту: 875 человек (2012), плотность населения — 24,0 чел/км².

## Население
Население коммуны в 2011 году составляло — 867 человек, а в 2012 году — 875 человек.
| 1962 | 1968 | 1975 | 1982 | 1990 | 1999 | 2006 | 2011 | 2012 |
| ---- | ---- | ---- | ---- | ---- | ---- | ---- | ---- | ---- |
| 472  | 462  | 414  | 521  | 569  | 661  | 793  | 867  | 875  |

Динамика населения:

## Экономика
В 2010 году из 508 человек трудоспособного возраста (от 15 до 64 лет) 366 были экономически активными, 142 — неактивными (показатель активности 72,0 %, в 1999 году — 68,0 %). Из 366 активных трудоспособных жителей работали 313 человек (170 мужчин и 143 женщины), 53 числились безработными (18 мужчин и 35 женщин). Среди 142 трудоспособных неактивных граждан 25 были учениками либо студентами, 60 — пенсионерами, а ещё 57 — были неактивны в силу других причин.
На протяжении 2010 года в коммуне числилось 359 облагаемых налогом домохозяйств, в которых проживало 802,0 человека. При этом медиана доходов составила 14 тысяч 954 евро на одного налогоплательщика.